# いちいのホール
いちいのホールは千葉県野田市にある複合の公共施設。合併前の旧関宿町役場庁舎を複合施設として2004年にリニューアルした建物である。それまでの旧関宿町にはなかった図書館や舞台施設、住民待望だった関根名人記念館などがあり多くの住民に利用されている。建物の名称は旧関宿町の木であった「イチイ」に由来する。
市町村合併の旧役場庁舎再利用アイデアの一例として、全国に紹介された。

## 構造
地上5階建て
- 1階 野田市関宿支所、行政資料コーナー、各種相談室、喫茶コーナー
- 2,3階 せきやど図書館
- 3，4階 関宿コミュニティ会館
- 4階 関宿ことば相談室、次木親野井区画整理事務所
- 5階 野田市関宿商工会、関根名人記念館

## 交通
- 朝日バスいちいのホール入口バス停から徒歩2分
- まめバス北ルート、新北ルート(10月1日[いつ?]から)、関宿城ルート、いちいのホールバス停から徒歩1分